# کلیم پولیشچوک
کلیم پولیشچوک (انگلیسی: Klym Polishchuk; ۲۵ نوامبر ۱۸۹۱ – ۳ نوامبر ۱۹۳۷) نویسنده، شاعر، و روزنامه‌نگار اهل اتحاد جماهیر شوروی سوسیالیستی بود.